# خودروی متن‌باز
خودرو متن باز اولین تلاش برای طراحی کردن یک خودرو تمام جانبه (قابل تعمیم به سایر وسایل مانند اتوبوس، کامیون، موتورسیکلت) با استفاده از اصول و قواعد متن باز می باشد.هدف از این پروژه عمدتا" تولید نقشه و برنامه کار با استفاده از اساس طراحی متن باز است.این پروژه هنوز هم از تولید یک ماشین حقیقی و واقعی به دور است، اما در طول این چند سال به طور مداوم در حال پیشرفت بوده است.پروژه خودرو متن باز نباید با کمپانی OSCar که اکنون Riversimple شناخته می‌شود اشتباه گرفته شود.

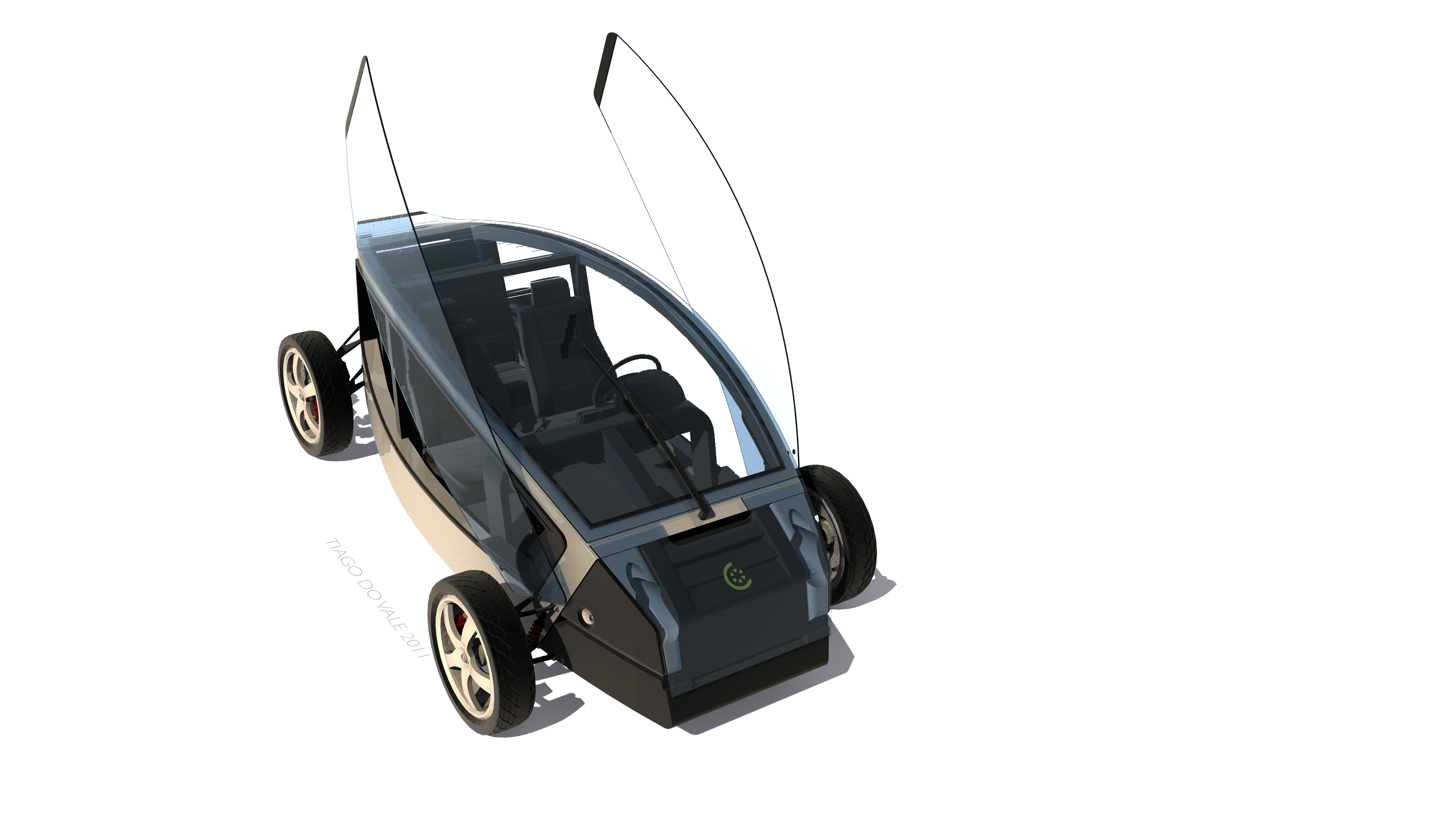
طرح پیشنهادی چهار چرخ

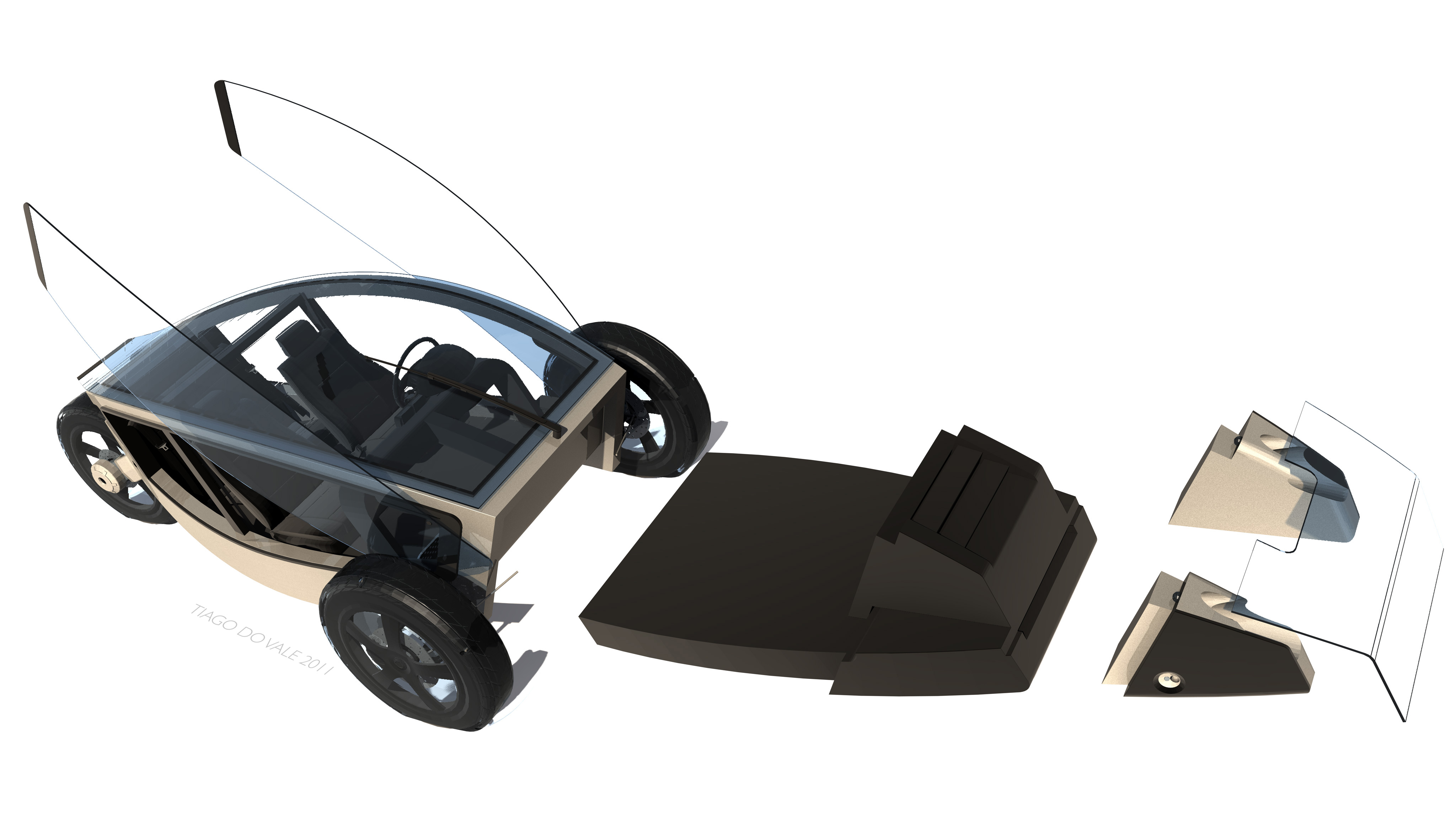
طرح پیشنهادی سه چرخ به صورت قطعات جدا از هم